# 稲崎一郎
稲崎 一郎（いなさき いちろう、1941年4月3日 - ）は、日本の工学者。工学博士。専門分野は生産工学・加工学。Society of Manufacturing Engineers（国際生産技術者協会）Fellow。2005年、同協会F.W.Taylor Research Medal受賞。

## 経歴・人物
東京都出身。慶應義塾普通部、慶應義塾高等学校、慶應義塾大学工学部機械工学科卒業（1964年）。同大学院工学研究科機械工学修了。工学博士（1969年）。慶應義塾大学理工学部教授（1984年）、日本機械学会生産加工・工作機械部門長（1988年）、慶應義塾大学理工学部長、大学院理工学研究科委員長、カリフォルニア大学バークレー校客員教授（1998年）、中部大学教授（2007年）、同理事を経て、現在慶應義塾大学並びに中部大学名誉教授。International Academy for Production Engineering(CIRP)会長(2005)を務めるなど生産工学の学問発展を国際レベルで先導した業績が讃えられ、2006年福澤賞受賞、2018年Georg Schlesinger賞受賞。

## 受賞・学会活動・他
- Georg Schlesinger 賞(2018)
- 砥粒加工学会名誉会員(2012)
- 精密工学会名誉会員(2011)
- ドイツ工学アカデミー（acatech)特別会員(2009)
- 日本機械学会名誉員(2007)
- 慶應義塾福沢賞(2006)
- 精密工学会フェロー(2006)
- IMS 国際功労賞(2005)
- 日本学術会議会員(2005)
- 精密工学会賞(2005)
- International Academy for Production Engineering(CIRP)会長(2005)
- Society of Manufacturing Engineers（国際生産技術者協会）; Fellow(2005)
- 精密工学会賞(2005)
- Society of Manufactuirng Engineers; F.W.Taylor Research Medal(2005)
- 日本トライボロジ学会技術賞(2003)
- 日本機械学会フェロー(2001)
- ドイツ ハノーバー大学名誉博士(1999)
- 砥粒加工学会論文賞(1998)
- 米国カリフォルニア大学バークレイ校 Springer Professor (1998 )
- 工作機械技術振興財団賞（1995、1993、1991，1990，1989，1988，1987、1985、1982、1981）
- 日本油空圧機器技術振興財団賞(1986)
- 日本機械学会論文賞(1969)(1987)(2009)
- 西独アーヘン工科大学客員研究員